# Partido Radical (Portugal)
O Partido Radical foi um partido português da Primeira República, que reunia personalidades como o capitão-de- fragata Procópio de Freitas, Camilo de Oliveira, Orlando Marçal, António Arez e Veiga Simões. A designação inicial do partido era Partido Republicano de Fomento Nacional. O primeiro congresso realizou-se em Junho de 1923.